# Weekijzer
Weekijzer is een oude benaming voor zacht ijzer of zacht staal. De term weekijzer wordt in andere talen vertaald als (Frans) fer doux, (Duits) Weicheisen en (Engels) soft-iron.

## Magnetische toepassingen
In tegenstelling tot staal, dat een legering is van ijzer met voornamelijk koolstof, is weekijzer een vrij zuivere stof die veel toepassingen heeft waarbij magnetisme een rol speelt. Weekijzer is gemakkelijk bewerkbaar, heeft geringe hardheid (vergeleken met staal), is tamelijk bros, en is zeer corrosiegevoelig.
Het materiaal wordt toegepast als:
- de weekijzeren kern van een solenoïde (spoel)
- de weekijzeren kern van een contactor (relais)
- het weekijzer trilplaatje in elektromagnetische luidspreker
- de weekijzermeter, draaiwijzermeter of elektromagnetische meter (elektrisch meetinstrument)

Weekijzer werd gebruikt om zijn goede magnetische eigenschappen voor veranderende magnetische velden. Bij veranderende inductie bepalen de verliezen door hysteresis en wervelstromen de keuze van het magnetisch materiaal.  Een massieve uitvoering met een kern uit een stuk is dan niet meer mogelijk.
Men gebruikt dynamo- of transformatorblik, korrelmateriaal, mumetaal, permalloy (ijzernikkellegering) of siliciumhoudende platen. De laatste zijn legeringen van ijzer met silicium en mangaan die gemakkelijk magnetisch polariseerbaar zijn. Dynamoblik is genormaliseerd in de normen DIN EN 10106: 1996-02 en DIN EN 10107: 2005-10. 
Deze worden gebruikt in alle elektrische wisselstroommachines zoals: 
- transformatoren
- smoorspoelen
- wisselstroommotoren
- wisselstroomgeneratoren en magnetische werktuigen.

## Dynamoblik
Dynamoblik is een staallegering die gemaakt is om speciale magnetische eigenschappen te hebben zoals
- lage hysteresis
- lage warmteproductie
- hoge permeabiliteit

### Lage hysterese

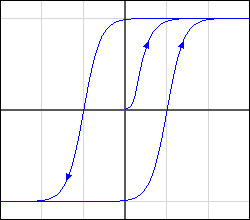
Combinatie van hysterese en verzadiging van magnetisme in ferromagnetisch materiaal: magnetisatie als functie van de magnetische veldsterkte

In de elektriciteitsleer treedt hysterese op in ferromagnetisch materiaal, weergegeven in de figuur rechts. Op de x-as staat de magnetische veldsterkte en op de y-as de mate van magnetisatie. Als er geen magnetisch veld is, is er (in het begin) ook geen magnetisatie en begint de kromme in de oorsprong. Zodra er een magnetisch veld wordt aangelegd, zal de ferromagneet magnetisch worden. Dit gaat door totdat alle spins in het materiaal dezelfde kant op staan. Het materiaal is nu maximaal gemagnetiseerd en verhoging van het magnetisch veld heeft geen invloed meer op de mate van magnetisatie.
Als het magnetisch veld wordt verlaagd, zullen de spins niet spontaan omdraaien maar op hun plek blijven zoals ze zaten (dus volledige magnetisatie). Pas zodra het veld negatief wordt zullen bepaalde spins omklappen en in de richting van dit veld gaan staan en neemt de magnetisatie af. Dit gaat door totdat alle spins de andere kant op staan en de magnetisatie volledig is omgedraaid.

### Lage warmteproductie door hogesoortelijke weerstand
Dynamoblik heeft een dermate hoge interne weerstand dat de opgewekte inductie-stromen (wervelstromen) in het metaal flink in grootte worden beperkt. Dit is opzettelijk, omdat wervelstromen extra warmteverliezen veroorzaken. Verhitting van het weekijzer door deze wervelstromen is absoluut niet gewenst.
Door dunne plaatjes dynamoblik van 2 mm maximaal te stapelen met daartussen een isolatielaag van vernis worden de wervelstromen nog verder beperkt.
Bij transformatoren spelen de verliezen een nog grotere rol, ook omdat de koeling door rotatie bij generatoren en motoren ontbreekt. Dikte van de lamellen is dan 0,15 mm tot 0,50 mm. Een speciale transformatorblik kwaliteit is Silicium-staal, en dan vaak nog de grain-oriented (gericht blik) variant. Het silicium verhoogt de elektrische weerstand, en verlaagt zo de wervelstroomverliezen. Het materiaal moet verder zeer zuiver zijn (absoluut geen koolstof). Deze verontreinigingen verhogen de hysterese verliezen, en door diffusie van de verontreinigingen naar buiten nemen deze verliezen in de loop der tijd ook nog toe.

### Hogemagnetische permeabiliteit
De (absolute) permeabiliteit μ van een medium is de mate waarin het medium een magnetisch veld geleidt. Letterlijk betekent het doordringbaarheid. Meer bepaald is het de verhouding tussen de magnetische inductie B en het magnetisch veld H. Het geeft aan in welke mate een materiaal magnetisch polariseert en zich dus richt naar het magneetveld en het zo versterkt.